# چرخ فلک (ترانه ملانی مارتینز)
«چرخ فلک» (به انگلیسی: Carousel) ترانه‌ای توسط هنرمند اهل ایالات متحده آمریکا ملانی مارتینز برای اولین آلبوم چندآهنگه او خانه عروسکی و اولین آلبوم استودیویی او گریه کن بچه است که در ۱۹ مه ۲۰۱۴ منتشر شد.